# NGC 7041B
NGC 7041B је спирална галаксија у сазвежђу Индијанац која се налази на NGC листи објеката дубоког неба.
Деклинација објекта је - 48° 23' 26" а ректасцензија 21h 17m 49,6s. Привидна величина (магнитуда) објекта NGC 7041 износи 15,0 а фотографска магнитуда 15,9.